# قرار مجلس الأمن التابع للأمم المتحدة رقم 728
قرار مجلس الأمن التابع للأمم المتحدة رقم 728، المتخذ بالإجماع في 8 كانون الثاني / يناير 1992، بعد التذكير بالقرارات 668 (1990)، 717 (1991) و718 (1991)، رحب المجلس بتنفيذ جميع الأطراف للاتفاق في باريس في 23 تشرين الأول / أكتوبر 1991، لكنه أعرب عن قلقه من وجود ألغام أرضية في كمبوديا.
وأشار المجلس إلى إنشاء برنامج للتوعية بالألغام بموجب تقرير للأمين العام في القرار 717، وأن الاتفاقات تسمح لسلطة الأمم المتحدة الانتقالية في كمبوديا بالمساعدة في عملية إزالة الألغام والاضطلاع ببرامج تدريبية. كما طلب من المجلس الوطني الأعلى لكمبوديا التعاون مع بعثة الأمم المتحدة المتقدمة في كمبوديا في ولايتها الموسعة لإزالة الألغام وتدريب السكان المحليين، ودعا مرة أخرى جميع الأطراف إلى احترام وقف إطلاق النار.

## روابط خارجية
- نص القرار في undocs.org